# Ceropegia longifolia
Ceropegia longifolia är en oleanderväxtart som beskrevs av Wallich. Ceropegia longifolia ingår i släktet Ceropegia och familjen oleanderväxter. Inga underarter finns listade i Catalogue of Life.